# میلوت
میلوت (به لاتین: Milot) یک منطقهٔ مسکونی در آلبانی است که در کوربئن واقع شده‌است. میلوت ۱۳۸ کیلومتر مربع مساحت و ۸٬۴۶۱ نفر جمعیت دارد.